# Pierre Clastres
Pierre Clastres (* 17. Mai 1934 in Paris; † 29. Juli 1977 in Gabriac, Lozère) war ein französischer Ethnologe. Er ist vor allem für seine Arbeiten zur politischen Anthropologie, sein anarchistisches Engagement und für seine Monographie über die Guayaki in Paraguay bekannt.

## Leben
Zunächst als Philosoph ausgebildet, begann sich Clastres unter dem Einfluss von Claude Lévi-Strauss und Alfred Métraux für die amerikanistische Anthropologie zu interessieren. Zu einem zentralen Bezugspunkt seiner Arbeit wurde schon früh der Discours de la servitude volontaire von Étienne de La Boétie.
Pierre Clastres hielt sich immer wieder zur Feldforschung in Südamerika auf. Das Jahr 1963 verbrachte er bei den Guayaki in Paraguay. 1965 war er bei den Guarani, abermals in Paraguay. Zweimal forschte er bei den Chulupi, zuerst 1966, dann 1968. 1970 folgte ein kurzer Aufenthalt bei den Yanomami, zusammen mit seinem Kollegen Jacques Lizot. Schließlich war er 1974 für kurze Zeit bei den Guarani in Brasilien.
1974 wurde er Forscher am CNRS und publizierte die Aufsatzsammlung La société contre l’État. 1975 wurde er Forschungsdirektor (directeur d’études) an der 5. Sektion der École pratique des hautes études. 1977 starb er bei einem Verkehrsunfall und hinterließ ein unvollendetes Werk.

## Werk

### La société contre l’État – Die Gesellschaft gegen den Staat
In seinem bekanntesten Werk La société contre l’État kritisiert Clastres zugleich die
evolutionistischen Theorien, denen zufolge der Staat die Finalität jeder Gesellschaft ist, und die rousseauistischen, die von einer natürlichen Unschuld des Menschen ausgehen. Indem er dies tut, vertreibt er paradoxerweise den Staat aus der zentralen Stellung, die er bis dahin in der politischen Anthropologie innehatte, um die Problematik seiner Entstehung neu um den Begriff der politischen Gewalt zu zentrieren. Jede Gesellschaft kennt das Problem der Konzentration der politischen Gewalt, was die natürliche Neigung des Menschen seine Autonomie gegenüber anderen Menschen zu wahren, erklärt. Die Gesellschaften werden so als Strukturen verstanden, die mittels eines Netzwerks komplexer Normen aktiv die Ausdehnung einer autoritären und despotischen Macht verhindern.
Im Gegensatz dazu sei der Staat eine legislative Konstellation, die auf einer hierarchischen Macht beruht, die sie legitimiert. Dies gelte ganz besonders in Gesellschaften, die es nicht vermocht haben, Mechanismen zu installieren, die die Macht daran hindern diese Form anzunehmen. Clastres stellt den großen andinen Zivilisationen die kleinen politischen Einheiten mit Häuptlingen im Amazonasgebiet gegenüber; bei letzteren sei die ganze Gesellschaft ständig darum bemüht, den Häuptling daran zu hindern, sein Prestige in politische Macht zu verwandeln. Clastres liefert so eine Theorie der Entstehung der „ältesten gesellschaftlichen Spezialisierung“, der „Spezialisierung der Gewalt“ (Debord).
Die Hauptthese Clastres’ ist also, dass die so genannten „primitiven“ Gesellschaften nicht Gesellschaften sind, die ‚noch nicht‘ die politische Gewalt und den Staat entdeckt haben, sondern dass es sich im Gegenteil um Gesellschaften handelt deren Funktionsweise auf die Verhinderung der Emergenz des Staates gerichtet ist. In der Archäologie der Gewalt wendet sich Clastres gegen die strukturalistischen und marxistischen Interpretationen der Kriege der Gesellschaften im Amazonasgebiet. Ihm zufolge ist der Krieg zwischen den Stämmen die Art und Weise, wie größere politische Einheiten und die mit ihnen verbundene Delegation der Macht verhindert werden.
Die so genannten primitiven Gesellschaften verweigern die ökonomische und politische Differenzierung, indem sie den materiellen Überfluss und die soziale Ungleichheit verhindern.
« Die Geschichte der Gesellschaften ohne Geschichte ist […] die Geschichte ihres Kampfes gegen den Staat. », La société contre l’État.

### Der Prophetismus der Tupi-Guarani
Pierre Clastres hat sich intensiv für die Kultur der Tupi-Guarani interessiert. Für sie ist das Auftauchen einer besonderen Form des Prophetismus charakteristisch. Sie unterscheidet sich vom Schamanismus, der bei den Tupi-Guarani auch vorkommt. Clastres analysiert diese Form des Prophetismus als eine Antwort auf die Entwicklung des Häuptlingtums. Clastres zufolge war die Gesellschaft der Tupi-Guarani zur Zeit der Eroberungen im Begriff ihren Status als ‚primitive‘ Gesellschaft zu verlieren, da der Einfluss der Häuptlinge zunahm und diese langsam wirkliche politische Macht gewannen. Der Prophetismus führte zu einer Reihe von Wanderbewegungen in Richtung des Landes ohne Übel („Terre sans mal“), ein besonderes Phänomen bei den Tupi-Guaraní.

## Schriften

### Bücher
- Chronique des indiens Guayaki, Plon, 1972, dt. Chronik der Guayaki: d. sich selbst Aché nennen, nomad. Jäger in Paraguay, München: Trickster-Verlag, 1984
- La Société contre l’État, Minuit, 1974, dt. Staatsfeinde: Studien zur politischen Anthropologie, Frankfurt am Main: Suhrkamp, 1976 (Neuausgabe: Konstanz University Press 2020, mit einem Nachwort von Andreas Gehrlach und Morten Paul)
- Le Grand Parler. Mythes et chants sacrés des Indiens Guarani, Seuil, 1974
- Recherches d’anthropologie politique, Seuil, 1980
- Mythologie des indiens Chulupi, Bibliothèque de l’Ecole des Hautes Etudes, 1992
- Archéologie de la violence: la guerre dans les sociétés primitives, La Tour d’Aigues: Aube, 1999, dt. Archäologie der Gewalt, Zürich/Berlin: diaphanes, 2008, ISBN 3-03-734017-7

### Artikel
- Les Marxistes et leur anthropologie, in: Recherches d’anthropologie politique, Paris, Seuil, 1980, pp. 157–170.
- Liberté, malencontre, innommable, in: Étienne de La Boétie, Le Discours de la servitude volontaire, Petite Bibliothèque Payot, Paris 2002, ISBN 2-228-89669-1.
- Archéologie de la violence. La guerre dans les sociétés primitives, 1997 (Wiederveröffentlichung, ursprünglich in der Zeitschrift in Libre, Nr. 1, 1977). Archäologie der Gewalt, Die Rolle des Krieges in primitiven Gesellschaften, Autonomie, Nr. 8, August, 1977, S. 25–42.
- Vorwort zur französischen Übersetzung von Stone Age Economics („Âge de Pierre, âge d’abondance“, 1976) von Marshall Sahlins.
- Über die Folter in primitiven Gesellschaften in: Curare, Bd. 11, Nr. 1, 1988, S. 45–50.
- Über die Entstehung von Herrschaft, ein Interview, Unter dem Pflaster liegt der Strand, Bd. 4, 1977.
- Die Marxisten und die Ethnologie, Unter dem Pflaster liegt der Strand, Bd. 7, 1980.
- Freiheit, Fatalität, Namenlos, Unter dem Pflaster liegt der Strand, Bd. 8, 1981.

## Sekundärliteratur
- L’esprit des lois sauvages. Pierre Clastres ou une nouvelle anthropologie politique, hrsg. von Miguel Abensour, Seuil, 1987.
- Hélène Clastres, La terre sans mal. Le prophétisme Tupi-Guarani, Seuil, 1975.
- L’anti-autoritarisme en ethnologie, actes du colloque ethnologique de Bordeaux du 13 avril 1995, Presse universitaire de Bordeaux, 1997.
- Heike Delitz: Bergson-Effekte. Aversionen und Attraktionen im französischen soziologischen Denken, Weilerswist: Velbrück 2015, S. 385–400.
- Geertz, Clifford, Deep Hanging Out, The New York Review of Books, Vol. xlv, no. 16, Oct 22, 1998, pp. 69–72